# Toys XL
Toys XL was een keten van speelgoedwinkels die in Nederland geëxploiteerd werd door Speelhoorn B.V.. Er waren vestigingen in onder meer Tilburg, Breda, Amsterdam, Hoofddorp, Rotterdam, Utrecht, Groningen en Leeuwarden.

## Geschiedenis
In 1993 vestigde de Amerikaanse speelgoedwinkelketen Toys "R" Us zich in Nederland. In 1997 nam Blokker in eerste instantie de winkels over. Eurocommissaris Karel van Miert sprak hierover zijn kritiek uit, en Blokker Holding werd gesommeerd een meerderheid van haar aandelen weer van de hand te doen. Dit werd geëist door de Europese commissie uit angst dat Blokker te groot zou worden. De keten kwam in handen van De Hoge Dennen en die zette de winkels voort. De licentiedeal werd in 2009 stopgezet tussen De Hoge Dennen en het hoofdkantoor van Toys "R" Us, en Speelhoorn B.V. nam de destijds 17 bestaande filialen over en doopte de winkels om naar de naam ToysXL.
In eerste instantie hield Blokker een minderheidsbelang, maar in april 2016 kocht Blokker uiteindelijk alle aandelen van ToysXL op. In de zomer van 2016 presenteerde Blokker het plan de winkelformules ToysXL en Bart Smit in 2017 verder te laten gaan als Intertoys.
In december 2017 is Intertoys, samen met merknaam ToysXL door Alteri Investors overgenomen van Blokker Holding.
Op 1 december 2017 waren alle winkels omgebouwd tot IntertoysXL winkels en verdween de naam definitief uit het straatbeeld. Enkel het oude hoofdkantoor en filiaal Utrecht Kanaleneiland bleef tot 15 december open als ToysXL en sloot uiteindelijk als enige definitief de deuren.

## Activiteiten
Vergelijkbaar met speelgoedketens Bart Smit en Intertoys publiceerde ToysXL rond de feestdagen ook een speelboek. Het grote verschil was dat dit eerder een dikke, papieren krant was dan een boek zoals bij eerder genoemde winkels. Daarnaast had de keten rond de sinterklaasperiode een eigen app waarop kinderen een verlanglijstje konden maken met behulp van het assortiment uit de winkels en dit online konden delen.
De winkels waren te vergelijken met grootdetailhandels, waarbij de klanten zelfbediening moesten toepassen. Er werd onder andere niet ingepakt bij de kassa's, klanten konden dit zelf doen bij inpaktafels. Ook hadden de winkels hun eigen reparatiebalies waar ter plekke spullen werden gerepareerd en klantenservicebalies.
De winkels waren ingedeeld in verschillende werelden met elk een thema en eigen kleur. Multimedia was blauw, speelgoed voor meisjes was paars, buitenspeelgoed groen, etc. De vloeren van de winkels waren grijs/geel en speels met oversteekpunten en rotondes. Vaak waren dit ook nog de inrichtingen van de voormalige Toys 'R' Us, die door ToysXL werden overgenomen.
Veelal werd gewerkt met het franchise model in-store. Grote merken als LEGO en Playmobil huurden hele afdelingen of stellingen in de winkel die zij naar wens inrichtten en waarvoor zij het materiaal leverden. Disney toonde in 2014 interesse om afdelingen te franchisen bij ToysXL. Een proef werd tot eind 2016 gedraaid in het filiaal in Hoofddorp, wat echter voor Disney geen succes bleek te zijn. Ze trokken zich dus terug. Na de overname door Blokker en de verandering naar Intertoys zijn de meeste in-store franchisers gestopt en verdwenen. Enkel Lego en Playmobil hebben hun contract behouden.
De filialen Breda, Middelburg en Utrecht the Wall waren Lego speciaalzaken met 500m2 aan Lego. 
De filialen Hengelo, Muiden en Roermond waren Playmobil speciaalzaken met 100m2 aan Playmobil collectie. 
Deze winkels onderscheidde zich dus van de andere winkels door zich te specialiseren in een product.
De winkel heeft van 2010 tot 2015 een webwinkel gehad. Deze sloot eind 2015 na problemen met het doorvoeren van bestellingen. De webwinkel is nooit heropend en later opgegaan in de website van Intertoys.

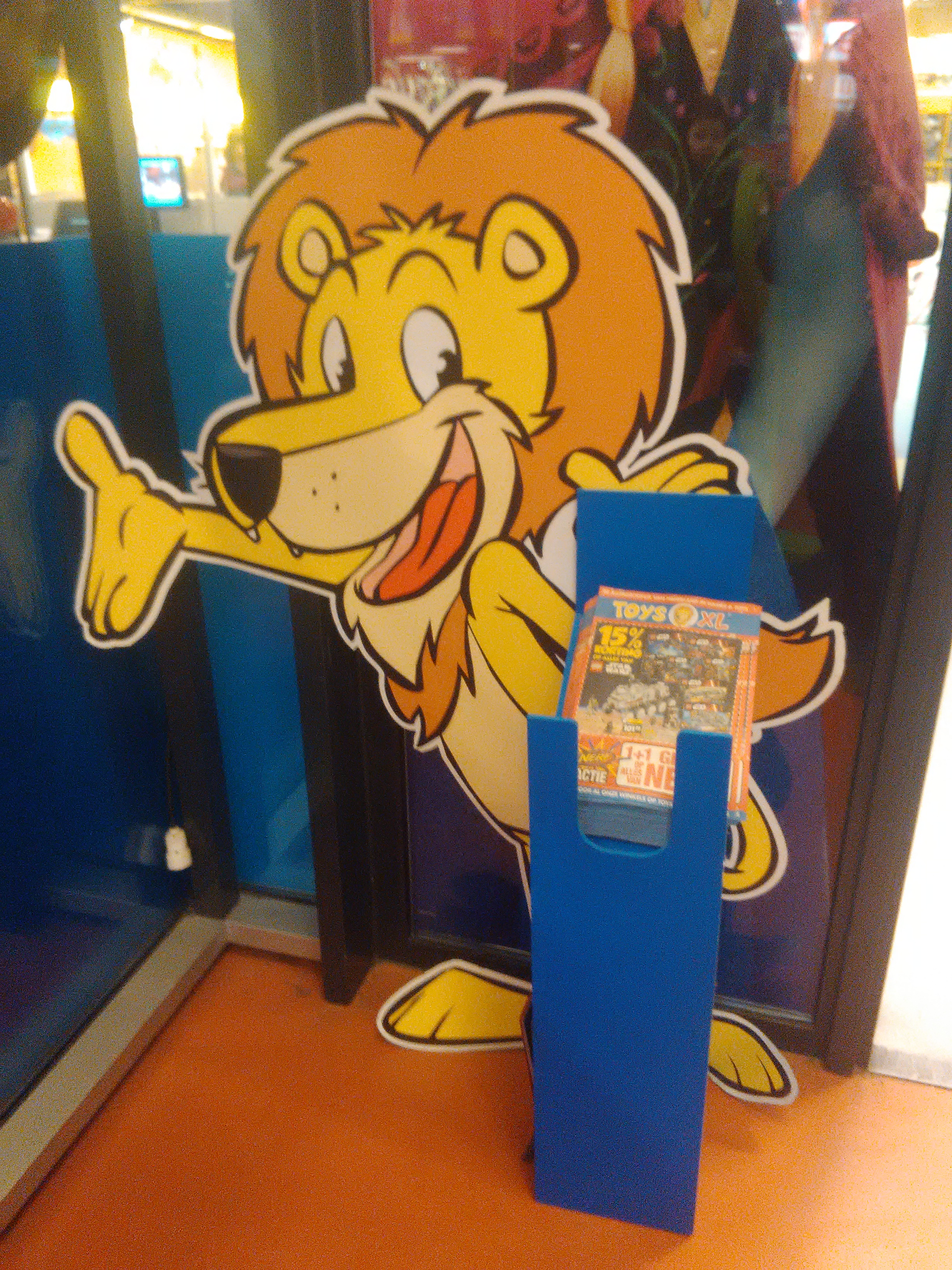
Japie de Leeuw was het winkelsymbool van ToysXL

## Mascotte
ToysXL had een eigen winkelsymbool, Japie de Leeuw. Deze mascotte was te vinden in het logo, inpakpapier, folders, personeelsuniformen en door de winkel. Ook was de mascotte in de winkels te koop op verschillende producten als voetballen, bellenblaas en als pluche dier.
De mascotte was vernoemd naar de Jaap Blokker, die via Blokker Holding minderheidsaandeelhouder van ToysXL was.

## Vestigingen
In april 2019 had Toys XL 14 vestigingen verspreid over Nederland:
| Plaats                   |
| ------------------------ |
| Amsterdam-Osdorp         |
| Almere-Stadshart         |
| Arnhem                   |
| Breda                    |
| Hengelo Plein Westermaat |
| Hoofddorp                |
| Leeuwarden               |
| Middelburg               |
| Muiden                   |
| Roermond                 |
| Rotterdam Alexandrium    |
| Rotterdam Parkboulevard  |
| Tilburg                  |
| Utrecht The Wall         |

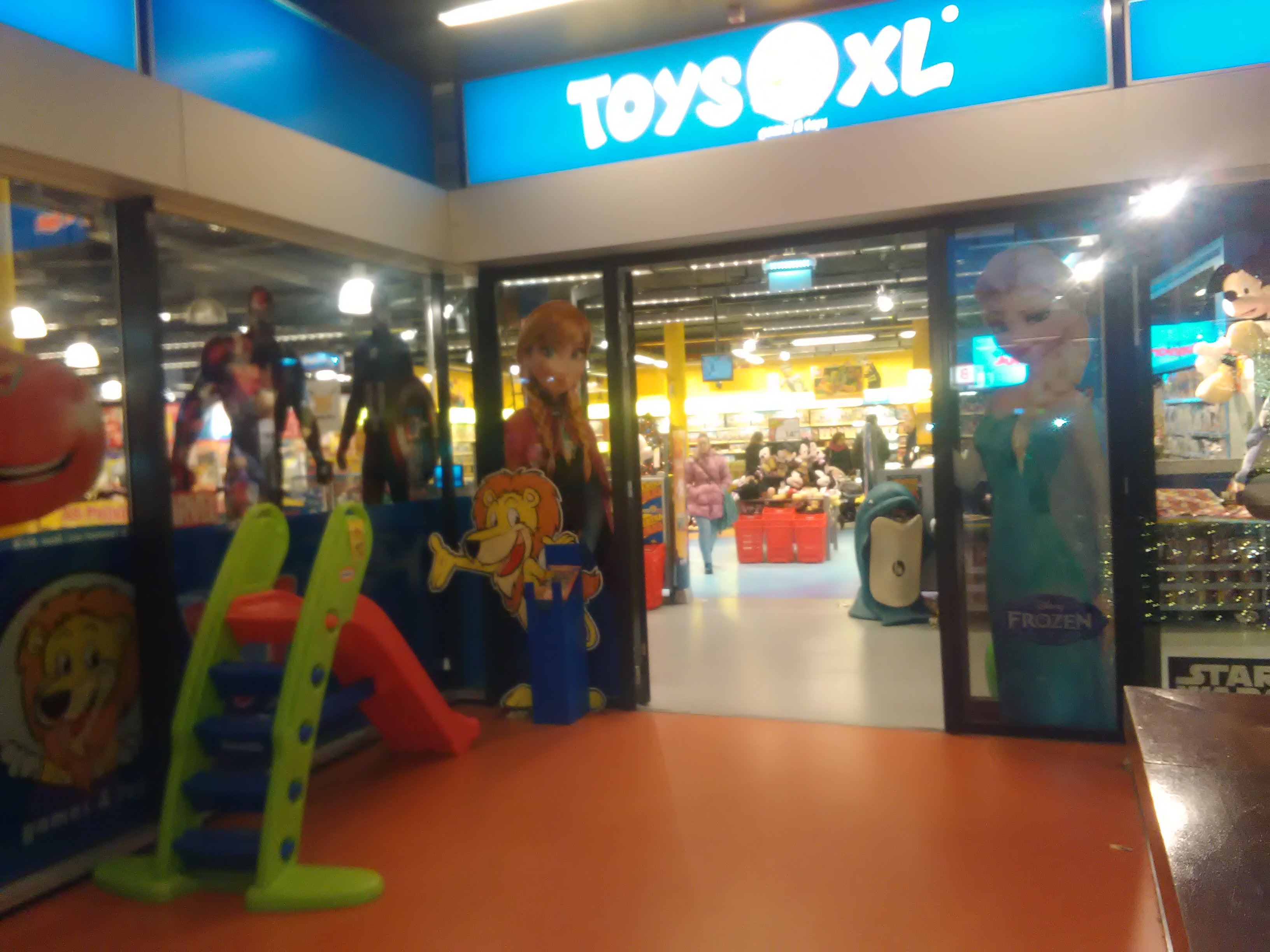
Voormalig ToysXL Filiaal in Hoofddorp

Voorheen had ToysXL tot 2016 ook filialen in o.a. Den Haag, Enschede en Haarlem. In totaal heeft de keten op haar hoogtepunt 21 filialen (allemaal voorheen Toy'R'Us) in Nederland beheerd.